# Christina Cole
Christina Cole (ur. 8 maja 1982 w Londynie) – angielska aktorka, która wystąpiła m.in. w filmie Jupiter: Intronizacja oraz serialu W garniturach.

## Filmografia

### Filmy
| Rok  | Tytuł                           | Rola             | Uwagi |
| ---- | ------------------------------- | ---------------- | ----- |
| 2003 | Czego pragnie dziewczyna        | Clarissa Payne   |       |
| 2006 | Casino Royale                   | recepcjonistka   |       |
| 2007 | Spirala życia i śmierci         | Jenny Walker     |       |
| 2008 | Surviving Evil                  | Phoebe Drake     |       |
| 2008 | Niezwykły dzień panny Pettigrew | Charlotte Warren |       |
| 2009 | Doghouse                        | Candy            |       |
| 2011 | Blitz                           | WPC              |       |
| 2013 | Mutual Friends                  | Beatrice         |       |
| 2015 | Jupiter: Intronizacja           | Gemma Chatterjee |       |

### Telewizja
| Rok        | Tytuł                                 | Rola              | Uwagi               |
| ---------- | ------------------------------------- | ----------------- | ------------------- |
| 2002       | The Project                           | Lizzie            | film TV             |
| 2003       | All About Me                          | Sarah             | 2 odc.              |
| 2004       | He Knew He Was Right                  | Nora Rowley       | 4 odc.              |
| 2004–05    | Klątwa upadłych aniołów               | Cassie Hughes     | główna rola, 9 odc. |
| 2005       | A Most Mysterious Murder              | Rose Harsent      | film TV             |
| 2006       | Jane Eyre                             | Blanche Ingram    | 4 odc.              |
| 2007       | Ocean dusz                            | Rebecca Muir      | 2 odc.              |
| 2007       | Sold                                  | Mel               | 6 odc.              |
| 2007       | Comedy Showcase: Ladies and Gentlemen | Elizabeth         | film TV             |
| 2008       | Lost in Austen                        | Caroline Bingley  | 4 odc.              |
| 2009       | Emma                                  | pani Elton        | 2 odc.              |
| 2011       | Chaos                                 | Adele Ferrer      | gł. obsada, 13 odc. |
| 2013       | Milczący świadek                      | Janice Masters    | 2 odc.              |
| 2014       | The Assets                            | Louisa            | 8 odc.              |
| 2014       | Dziecko Rosemary                      | Julie             | 2 odc.              |
| 2015–2018  | W garniturach                         | dr Paula Agard    | 17 odc.             |
| 2015       | Partners in Crime                     | pani Sprot        | 3 odc.              |
| 2017       | SS-GB                                 | pani Sheenan      | miniserial, 4 odc.  |
| 2017       | The Indian Detective                  | Robyn Gerner      | miniserial, 4 odc.  |
| 2018       | Niewinny                              | Louise Wilson     | 4 odc.              |
| 2020       | Van der Valk                          | Heidi Berlin      | 1 odc.              |
| 2020, 2022 | Cormoran Strike                       | Izzy Chiswell     | 5 odc.              |
| 2022       | The Window                            | Harriet Sarratova | 10 odc.             |